# 船峅村
船峅村（ふなくらむら）は、かつて富山県上新川郡にあった村。

## 沿革
- 1889年（明治22年）4月1日 - 町村制の施行により、上新川郡舟倉村、直坂村、横樋村、舟倉新村、大野村、東中野村、南野田村、東大沢村、二松村、万願寺村、万願寺新村、松林村、塩野村、小黒村及び小黒新村の区域をもって、上新川郡船峅村が発足する。二松小学校に村役場を設置[3]。
- 1896年（明治29年） - 村役場を二松の尼寺福寿庵に移転[2]。
- 1902年（明治35年） - 村役場を二松13番地に新築移転[2]。
- 1954年（昭和29年）4月1日 - 上新川郡大沢野町、下タ村及び船峅村が合併して、上新川郡大沢野町が発足する。

## 歴代村長
出典→
- 初代：柳瀬茂兵衛（1889年6月4日 - 1890年6月24日）
- 2代目：丸山順一郎（1890年10月20日 - 1891年6月10日）
- 3代目：丸山荘造（1891年11月8日 - 1895年3月30日）
- 4代目：丸山荘造（1895年4月30日 - 1899年4月30日）
- 5代目：西村保（1899年5月9日 - 1901年5月19日）
- 6代目：安吉直臣（1901年5月17日 - 1903年3月2日）
- 7代目：柳瀬茂兵衛（1903年3月24日 - 1905年2月20日）
- 村長職務管掌：境寅次郎（上新川郡書記、1905年3月1日 - 1905年3月16日）
- 臨時村長代理：成田頼定（1905年3月17日 - 1905年5月9日）
- 村長事務管掌：福山健之助（上新川郡書記、1905年5月10日 - 1905年9月1日）
- 臨時村長代理：万里小路弘孝（1905年9月2日 - 1906年4月8日）
- 村長事務管掌：宮島金次郎（上新川郡書記、1906年4月8日 - 1906年4月24日）
- 8代目：西村保（1906年4月24日 - 1907年1月1日）
- 9代目：中田清三郎（1907年1月1日 - 1908年8月4日）
- 10代目：岡田孫次郎（1908年9月5日 - 1910年3月23日）
- 11代目：柳瀬安房（1910年4月6日 - 1911年3月25日）
- 12代目：岡田孫三郎（1911年4月11日 - 1913年7月29日）
- 13代目：岡田孫次郎（1913年7月29日 - 1916年9月1日）
- 14代目：東森平太郎（1916年10月3日 - 1917年9月10日）
- 15代目：柳瀬茂一（1917年9月21日 - 1918年12月11日）
- 16代目：黒川豊次郎（1918年12月19日 - 1922年12月18日）
- 17代目：岡田孫三郎（1923年5月12日 - 1927年5月11日）
- 18代目：広瀬数之助（1927年6月26日 - 1928年4月17日）
- 19代目：中田安太郎（1928年4月29日 - 1931年5月27日）
- 20代目：岡田孫次郎（1931年6月1日 - 1935年5月31日）
- 21代目：中田安太郎（1935年6月26日 - 1939年6月25日）
- 22代目：中田安太郎（1939年6月26日 - 1940年1月6日）
- 23代目：黒川初孝（1940年2月15日 - 1944年2月14日）
- 24代目：黒川初孝（1944年2月15日 - 1946年12月9日）
- 25代目：室生照褝（1947年4月5日 - 1951年4月4日）
- 26代目：四谷豊治（1951年4月23日 - 1954年3月31日）